# Nientepopodimenoche
Nientepopodimenoche è stato un programma televisivo andato in onda su Rai 1 dal 13 febbraio al 10 aprile 2001 e dedicato alla scoperta di nuovi talenti, presentato da Michele Guardì, già autore e regista di numerosi successi RAI ma qui esordiente nei panni di padrone di casa. Il titolo ricalca lo slogan del popolare presentatore degli anni cinquanta Mario Riva, il cui figlio Antonello è coautore del programma. Nei panni di co-presentatore, a fianco di Guardí c'è Marcello Cirillo.
Gli altri autori del programma sono Marco Bresciani, Giovanna Flora (che è anche la regista) e Rory Zamponi.
Il programma raccoglie sul piccolo schermo vari provini cui si sottopongono aspiranti conduttori televisivi, scelti tra oltre 2.700 video giunti alla redazione della trasmissione.

## La trasmissione
Il programma si compone di otto puntate trasmesse in seconda serata una volta alla settimana dall'Auditorium del Foro Italico di Roma.
In ogni puntata si sfidano per il titolo di campione tre concorrenti, giudicati grazie al voto di quattro giurie, una di esperti formata da otto membri scelti fra professionisti del settore, e tre giurie esterne, di cui una per il nord Italia, una per il centro e una per il sud, ognuna delle quali composta da cinquanta persone selezionate da una società demoscopica. Gli aspiranti presentatori vengono messi alla prova in molti ambiti della conduzione televisiva, fino alle telepromozioni pubblicitarie.
In palio per il vincitore la partecipazione ad un programma estivo di Rai Uno e il premio dedicato a Mario Riva.
Tra gli ospiti celebri nella trasmissione si segnala la partecipazione di Mike Bongiorno ed un intervento in qualità di ospite cavia dell'allora presidente della Rai Roberto Zaccaria che si prestò ad intervenire a sorpresa per verificare le capacità di improvvisazione di un giovane presentatore di fronte alla più alta autorità della Rai.
Il concorso ebbe come vincitore il presentatore Michele La Ginestra.
Il programma registrò una media di ascolto del 19% di share.

## Musiche
L'accompagnamento musicale del programma è affidato alla Jive Aces band, specializzata nel repertorio di Luis Prima, originario dello stesso paese siciliano del conduttore.